# 샘미 통

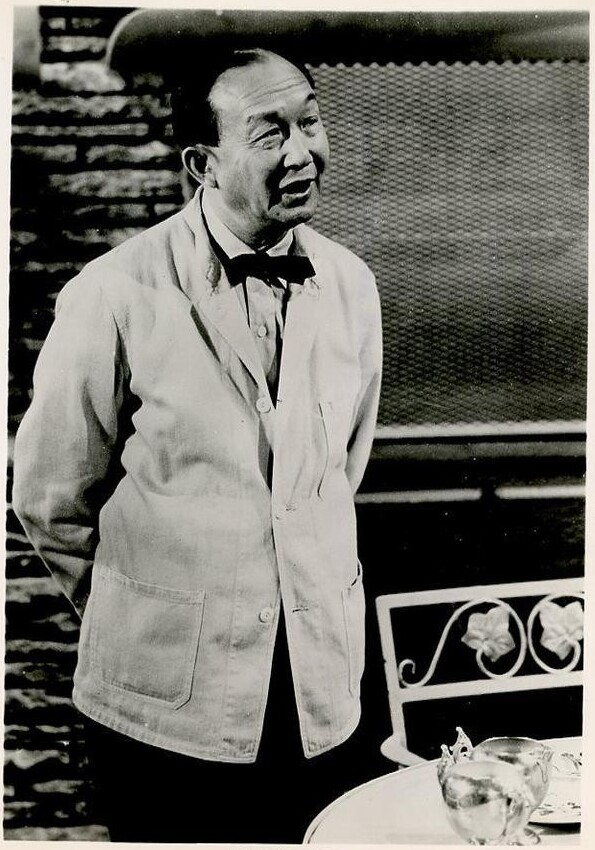

샘미 통(Sammee Tong, 1901년 4월 21일 ~ 1964년 10월 27일)은 미국의 가수, 배우, 텔레비전 배우이다.
샌프란시스코에서 태어났다.

## 영화
- 매드 매드 대소동 (1963년)
- 고질라 3 - 괴수의 왕 (1956년) - 닥터 하지메 역
- 스토우어웨이 (1936년)